# Simen Bolkan Nordli
Simen Bolkan Nordli (Elverum, 1999. december 25. –) norvég korosztályos válogatott labdarúgó, a Rosenborg középpályása.

## Pályafutása

### Klubcsapatokban
Nordli a norvégiai Elverum községben született. Az ifjúsági pályafutását az Ottestad akadémiájánál kezdte.
2015-ben mutatkozott be az Ottestad felnőtt keretében. 2016-ban a HamKam szerződtette. 2020-ban az első osztályban szereplő Aalesundhoz igazolt. 2020. június 16-án, a Molde ellen hazai pályán 4–1-re elvesztett bajnokin debütált és egyben meg is szerezte első gólját a klub színeiben. 2023. január 1-jén szerződést kötött a dán első osztályban érdekelt Randers együttesével.

### A válogatottban
Nordli az U18-as, az U19-es és az U21-es korosztályú válogatottakban is képviselte Norvégiát.

## Statisztikák
2023. április 17. szerint
| Klub     | Szezon   | Osztály          | Bajnokság | Bajnokság | Kupa  | Kupa | Nemzetközi | Nemzetközi | Összesen | Összesen |
| Klub     | Szezon   | Osztály          | Meccs     | Gól       | Meccs | Gól  | Meccs      | Gól        | Meccs    | Gól      |
| -------- | -------- | ---------------- | --------- | --------- | ----- | ---- | ---------- | ---------- | -------- | -------- |
| Aalesund | 2020     | Eliteserien      | 28        | 4         | 0     | 0    | —          | —          | 28       | 4        |
| Aalesund | 2021     | OBOS-ligaen      | 30        | 10        | 2     | 1    | —          | —          | 32       | 11       |
| Aalesund | 2022     | Eliteserien      | 29        | 3         | 2     | 0    | —          | —          | 31       | 3        |
| Aalesund | Összesen | Összesen         | 87        | 17        | 4     | 1    | 0          | 0          | 91       | 18       |
| Randers  | 2022–23  | Danish Superliga | 8         | 0         | 0     | 0    | —          | —          | 8        | 0        |
| Összesen | Összesen | Összesen         | 95        | 17        | 4     | 1    | 0          | 0          | 99       | 18       |

## Sikerei, díjai
Aalesund
- OBOS-ligaen
  - Feljutó (1): 2021